# Розширення єврозони
Розширення єврозони — поточний процес у Європейському Союзі, результатом якого має бути перехід усіх держав-членів спільноти, окрім Данії, на євро. Відмова держави від своєї національної валюти та перехід на євро можливий за умови дотримання певних вимог, а саме: відповідність до критеріїв боргу та дефіциту бюджету відповідно до Пакту про стабільність та зростання, стримування інфляції та довгострокові урядові відсоткові ставки нижчі відповідного рівня, щонайменше дворічне членство у ERM, забезпечення відповідності національних законодавств вимогам статуту Європейського центрального банку, статуту Європейської системи центральних банків та статтям 130 і 131 Договору про функціонування Європейського Союзу.
Усі країни-члени Європейського Союзу, за винятком Данії, яка домовилася про право на неучасть щодо положень, зобов’язані прийняти євро як свою єдину валюту, якщо вони відповідатимуть критеріям, які включають: дотримання критеріїв боргу та дефіциту, викладених у Стабільності і Пакт зростання, утримуючи інфляцію та довгострокові державні відсоткові ставки нижче певних контрольних значень, стабілізуючи обмінний курс їхньої валюти щодо євро шляхом участі в Європейському механізмі валютних курсів (ERM II), і забезпечуючи відповідність національного законодавства статуту ЄЦБ, статут ЄСЦБ і статті 130+131 Договору про функціонування Європейського Союзу. Зобов’язання держав-членів ЄС прийняти євро було вперше окреслено статтею 109.1j Маастрихтського договору 1992 року, який став обов’язковим для всіх нових держав-членів відповідно до умов їхніх договорів про приєднання.
Станом на 2025 рік в єврозоні є 20 держав-членів ЄС, з яких перші 11 (Австрія, Бельгія, Фінляндія, Франція, Німеччина, Ірландія, Італія, Люксембург, Нідерланди, Португалія та Іспанія) ввели євро 1 січня 1999 року, коли він був тільки електронним. Греція приєдналася 1 січня 2001 року, за рік до того, як фізичні монети та купюри євро замінили старі національні валюти в єврозоні. Згодом наступні країни також приєдналися до єврозони: Словенія (2007), Кіпр (2008), Мальта (2008), Словаччина (2009), Естонія (2011), Латвія (2014), Литва (2015) і Хорватія (2023).
На порядку денному розширення єврозони знаходяться ще шість держав: Болгарія, Чехія, Угорщина, Польща, Румунія та Швеція. Болгарія бере участь в ERM II, а решта держав ще не приєдналися до ERM II. Данія відмовилася і тому не зобов’язана приєднуватися, хоча, якщо країна вирішить це зробити, вона може приєднатися до єврозони з невеликими труднощами, оскільки Данія вже є частиною ERM II. Сполучене Королівство також мало можливість відмовитися від участі до виходу з ЄС 31 січня 2020 року, хоча воно так і не приєдналося до ERM II.

## Процедура приєднання
Усі члени ЄС, які приєдналися до блоку з моменту підписання Маастрихтського договору в 1992 році, юридично зобов’язані прийняти євро, коли вони відповідатимуть критеріям, оскільки умови їхніх угод про приєднання роблять положення про євро обов’язковими для них. Для того, щоб держава офіційно приєдналася до єврозони, дозволяючи їй карбувати монети євро та отримати місце в Європейському центральному банку (ЄЦБ) та Єврогрупі, країна має бути членом Європейського Союзу та відповідати п’яти критеріям конвергенції, які спочатку були визначені Маастрихтською угодою в 1992 році. Ці критерії включають: дотримання критеріїв боргу та дефіциту, викладених у Пакті про стабільність і зростання, утримання інфляції та довгострокових державних процентних ставок нижче контрольних значень, а також стабілізацію обмінного курсу їхньої валюти проти євро. Загалом очікується, що остання точка буде продемонстрована двома послідовними роками участі в Європейському механізмі валютних курсів (ERM II), хоча, за словами Комісії, «стабільність обмінного курсу протягом періоду неучасті до вступу в ERM II може бути прийняті до уваги». Країна також повинна забезпечити відповідність національного законодавства статуту ЄЦБ, статуту ЄСЦБ і статтям 130+131 Договору про функціонування Європейського Союзу.
Оскільки критерії конвергенції вимагають участі в ERM, а країни, що не входять до єврозони, відповідають за ухвалення рішення про приєднання до ERM, вони можуть остаточно контролювати, коли вони приймуть євро, залишаючись поза ERM і, отже, навмисно не відповідаючи критеріям конвергенції, доки не забажають до. У деяких державах, які не входять до єврозони і не мають права вибору, точилася дискусія щодо проведення референдумів щодо схвалення переходу на євро. З 16 держав, які приєдналися до ЄС з 1992 року, єдиною країною, яка провела єврореферендум, є Швеція, яка в 2003 році відхилила пропозицію свого уряду прийняти євро в 2006 році.

### Критерії конвергенції
Прогрес конвергенції для нових держав-членів ЄС підтримується та оцінюється шляхом щорічного подання «Програми конвергенції» в рамках Пакту стабільності та зростання. Як правило, більшість економічних експертів рекомендують тим країнам-членам ЄС, які нещодавно вступили до ЄС і мають прогнозовану епоху наздоганяння та минулий «макроекономічний дисбаланс» або «фінансову нестабільність», використати кілька років для вирішення цих проблем. і забезпечити «стабільну конвергенцію», перш ніж зробити наступний крок до приєднання до ERM II, і як останній крок (при дотриманні всіх критеріїв конвергенції) остаточно прийняти євро. З практичної точки зору, будь-яка країна-член ЄС, яка не входить до єврозони, може стати членом ERM II, коли забажає, оскільки цей механізм не визначає жодних критеріїв, яким необхідно відповідати. Економісти, однак, вважають, що для «нестабільних країн» більш бажано зберегти свою гнучкість мати плаваючу валюту, а не отримати негнучку та частково фіксовану валюту як член ERM II. Лише після того, як вони будуть вважатися повністю «стабільними», країни-члени заохочуватимуться вступити в ERM II, в якому вони повинні залишатися мінімум два роки без наявності «гострої напруги» для своєї валюти, поки на в той же час також забезпечуючи відповідність іншим чотирьом критеріям конвергенції, перш ніж остаточно отримати дозвіл на прийняття євро.
Базові значення для критеріїв ГІСЦ і критеріїв процентної ставки
Перевірка відповідності вище була проведена в червні 2014 року, причому базові значення Гармонізованого індексу споживчих цін (ГІСЦ) і відсоткової ставки застосовувалися саме для останнього місяця оцінки з доступними даними (квітень 2014 року). Оскільки референтні значення ГІСЦ і процентних ставок можуть змінюватися щомісяця, будь-яка держава-член ЄС із відступом від євро має право вимагати повторної перевірки відповідності в будь-який час протягом року. Для цієї потенційної додаткової оцінки в наведеній нижче таблиці представлені щомісячні публікації Євростату щодо значень, які використовуються в процесі розрахунку для визначення контрольного значення (верхньої межі) для інфляції ГІПЦ і довгострокових процентних ставок, де певне фіксоване буферне значення додається до ковзне незважене середнє арифметичне трьох держав-членів ЄС з найнижчими темпами інфляції за ГІПЦ (без урахування держав, класифікованих як "викиди").
Чорні значення в таблиці отримано з офіційно опублікованих звітів про конвергенцію, тоді як лаймово-зелені значення є лише кваліфікованими оцінками, не підтвердженими жодним офіційним звітом про конвергенцію, але отриманими з щомісячних оціночних звітів, опублікованих Міністерством фінансів Польщі. Причина, чому лаймово-зелені значення є лише оцінками, полягає в тому, що вибір «викиду» (ігнорування певних станів із розрахунку контрольного значення) окрім залежності від кількісної оцінки також залежить від більш складної загальної якісної оцінки, а отже, не може бути з абсолютною впевненістю передбачив, які з держав комісія визнає викидами. Таким чином, будь-який вибір викидів за зелено-зеленими лініями даних слід розглядати лише як кваліфіковані оцінки, які потенційно можуть відрізнятися від тих викидів, які вибрала б комісія, якби вона опублікувала конкретний звіт у відповідний момент часу.
Національні фіскальні звіти за попередній повний календарний рік публікуються щороку в квітні (наступного разу 24 квітня 2019 року). Оскільки перевірка відповідності для критеріїв боргу та дефіциту завжди очікує цього випуску в новому календарному році, першим можливим місяцем для запиту на перевірку відповідності буде квітень, що призведе до перевірки даних для ГІСЦ і процентних ставок під час довідки. року з 1 квітня по 31 березня. Будь-яка держава-член ЄС також може попросити Європейську комісію провести перевірку відповідності в будь-який час протягом решти року, при цьому завжди перевірятимуться HICP та процентні ставки за останні 12 місяців, тоді як відповідність боргу та дефіциту завжди перевірятиметься за трирічний період, що охоплює останній завершений повний календарний рік і два наступних прогнозованих роки. Станом на 10 серпня 2015 року жодна з решти держав, що відступають від євро, не увійшла до ERM II, що робить малоймовірним те, що будь-яка з них вимагатиме від Європейської комісії проведення позачергової перевірки відповідності перед публікацією наступного документа. регулярний звіт про конвергенцію, запланований на червень 2016 року.

### Додаткові вимоги
Після фінансової кризи уряди єврозони прагнули застосувати додаткові вимоги до країн, що приєднуються. Болгарія, яка спочатку мала на меті приєднатися до Європейського банківського союзу після приєднання до ERM, погодилася розпочати тіснішу співпрацю з нею одночасно з приєднанням до ERM II, вимагаючи від своїх банків спочатку пройти стрес-тести. Болгарія також погодилася посилити нагляд за небанківським фінансовим сектором і повністю запровадити правила ЄС щодо боротьби з відмиванням грошей. Хоча реформи механізму співпраці та верифікації (який стосується лише Болгарії та Румунії) також очікувалися, вихід з CVM не є попередньою умовою.

### План переходу
Європейська комісія попросила кожну країну, яка прагне прийняти євро, розробити «стратегію відповідності критеріям» і «національний план переходу на євро». У «плані переходу» країна може вибрати один із трьох сценаріїв прийняття євро:
1. Мадридський сценарій (з перехідним періодом між днем прийняття євро та фізичним обігом євро)
2. Сценарій великого вибуху (день прийняття євро збігається з першим днем обігу євро)
3. Сценарій великого вибуху з поступовим виведенням (те саме, що й у другому сценарії, але з перехідним періодом для юридичних документів, таких як контракти, які позначаються в євро)

Другий сценарій рекомендований для країн-кандидатів, тоді як третій рекомендований, лише якщо на пізньому етапі підготовчого процесу вони зазнають технічних труднощів (тобто з ІТ-системами), які призведуть до подовження перехідного періоду для поступової відмови від старої валюти. на юридичному рівні необхідність. Європейська комісія опублікувала довідник, у якому докладно описано, як країни повинні готуватися до переходу. Він рекомендує створити національний керівний комітет на дуже ранній стадії процесу підготовки держави із завданням окреслити детальні плани для наступних п’яти дій:
1. Підготувати громадськість за допомогою інформаційної кампанії та подвійного відображення цін.
2. Підготувати запровадження державного сектору на правовому рівні.
3. Підготувати запровадження приватного сектору на правовому рівні.
4. Підготувати галузь торгових автоматів до того, щоб вони могли постачати налагоджені та перевірені на якість торгові автомати.
5. Перші банки, а також державний і приватний сектори роздрібної торгівлі кілька місяців (не раніше ніж через 4 місяці[25]) до дня прийняття євро завантажують необхідну кількість монет і банкнот євро.

У наведеній нижче таблиці підсумовано національний план кожної країни-кандидатки щодо прийняття євро та переходу на валюту.
| Держава  | Координуюча установа | План переходу (остання версія)                                                                 | Сценарій вступу                       | Період подвійного обігу               | Період обміну монет                          | Подвійний показ цін                                                                                        | Дизайн монети                                                                                 |
| -------- | --- | ---------------------------------------------------------------------------------------------- | ------------------------------------- | ------------------------------------- | -------------------------------------------- | --- | --------------------------------------------------------------------------------------------- |
| Болгарія | Координаційна рада з підготовки Болгарії до членства в єврозоні (заснована в липні 2015)                                                                       | Національний план запровадження євро в Болгарії (Травень 2022)                                 | Великий вибух                         | 1 місяць                              | ЦБ ще не вирішив                             | Починається через 1 місяць після схвалення Радою ЄС прийняття євро та триває до 12 місяців після прийняття | Затверджено                                                                                   |
| Чехія    | Національна координаційна група (заснована в лютому 2006) | Затверджено у квітні 2007                                                                      | Великий вибух                         | 2 тижні                               | Банки: 6 місяців, Центральний банк: 5 років  | Починається через 1 місяць після схвалення Радою ЄС прийняття євро та триває до 12 місяців після прийняття | Конкурс розглядається                                                                         |
| Данія    | – | Початковий план від 2000 року більше не діє, і його буде замінено новим планом до референдуму. | Мадридський сценарій (за планом 2000) | 4 тижні або 2 місяці (за планом 2000) | Центральний банк:' 30 років (за планом 2000) | Починається в день обігу євро і триває 4 тижні або 2 місяці (за планом 2000)                               | У 2000 році, перед референдумом про євро того року, було опубліковано можливий дизайн монети. |
| Угорщина | Національний єврокоординаційний комітет (заснований у вересні 2007)                                                                                            | Оновлено в грудні 2009 Оновлено в грудні 2009                                                  | Великий вибух                         | менше 1 місяця (ще не вирішено)       | Центральний банк:' 5 років                   | Починається через 1 місяць після схвалення Радою ЄС прийняття євро та триває до 6 місяців після прийняття  | Ще не вирішено                                                                                |
| Польща   | Уповноважений уряду з питань впровадження євро в Польщі Національний координаційний комітет з переходу на євро Координаційна рада (заснована в листопаді 2009) | Затверджено в 2011 році (готується оновлений план)                                             | –                                     | –                                     | –                                            | – | Громадське опитування на розгляді                                                             |
| Румунія  | Міжвідомча комісія з переходу на євро (заснована в травні 2011)                                                                                                | –                                                                                              | –                                     | 11 місяців                            | –                                            | – | Ще не вирішено                                                                                |
| Швеція   | – | –                                                                                              | –                                     | –                                     | –                                            | – | Не розглядається                                                                              |

### Альтернативні пропозиції
Європейські мікродержави Андорра, Монако, Сан-Марино та Ватикан не охоплені критеріями конвергенції, а спеціальними грошовими угодами, які дозволяють їм випускати власні монети євро. Однак вони не мають ніякого внеску в економічні справи євро. У 2009 році автори конфіденційної доповіді Міжнародного валютного фонду (МВФ) запропонували, що у світлі поточної світової фінансової кризи Рада ЄС повинна розглянути можливість надання державам-членам ЄС, які мають труднощі з дотриманням усіх п’яти критеріїв конвергенції, можливості «частково прийняти» євро відповідно до монетарних угод, підписаних з мікродержавами за межами ЄС. Ці держави отримають право прийняти євро та випустити національний варіант монет євро, але не отримають місця в ЄЦБ чи Єврогрупі, доки не виконають усі критерії конвергенції. Однак ЄС не погодився на цей альтернативний процес вступу.

## Історичні розширення

Мапа валют ЄС, і дати прийняття євро (до 31 січня 2020 року)
Держави, які використовували євро з 1999 року (валюта надійшла в обіг з 2002 року)
Держави, які згодом прийняли євро
Держави, що використовують інші валюти

Єврозона була створена першими 11 державами-членами 1 січня 1999 року. Перше розширення єврозони Грецією відбулося 1 січня 2001 року, за рік до того, як євро фізично увійшов в обіг. Разом із офіційними державами єврозони, євро також замінив валюти в чотирьох мікродержавах, Косово та Чорногорії, які використовували валюти однієї з країн-членів. Данія та Швеція провели референдуми щодо приєднання до євро, але виборці проголосували проти референдумів, що призвело до того, що обидві країни залишилися за межами. Перші розширення після введення євро в обіг відбулися для держав, які приєдналися до ЄС у 2004 році; а саме Словенія у 2007 році, потім Кіпр і Мальта у 2008 році, Словаччина у 2009 році, Естонія у 2011 році, Латвія у 2014 році, Литва у 2015 році і Хорватія у 2023 році.

### Греція
Кандидатура Греції була офіційно оформлена 9 березня 2000 року прем'єр-міністром Константіносом Сімітіс, який представив офіційні цифри відповідно до критеріїв конвергенції. Через три місяці глави держав і урядів на зустрічі в португальському місті Санта-Марія-да-Фейра підтвердили вступ Греції до єврозони. Запровадження євро в Греції офіційно набуло чинности з 1 січня 2001 року. Грецька драхма брала участь у механізмі обмінного курсу Європейської валютної системи з 16 березня 1998 року та приєдналася до ERM II на початку третього етапу ЄВС 1 січня 1999 року. Період подвійного обігу тривав з 1 січня по 28 лютого 2002 року, Банк Греції обмінюв монети на драхми до 1 березня 2004 року і банкноти до 1 березня 2012 року.

### Словенія

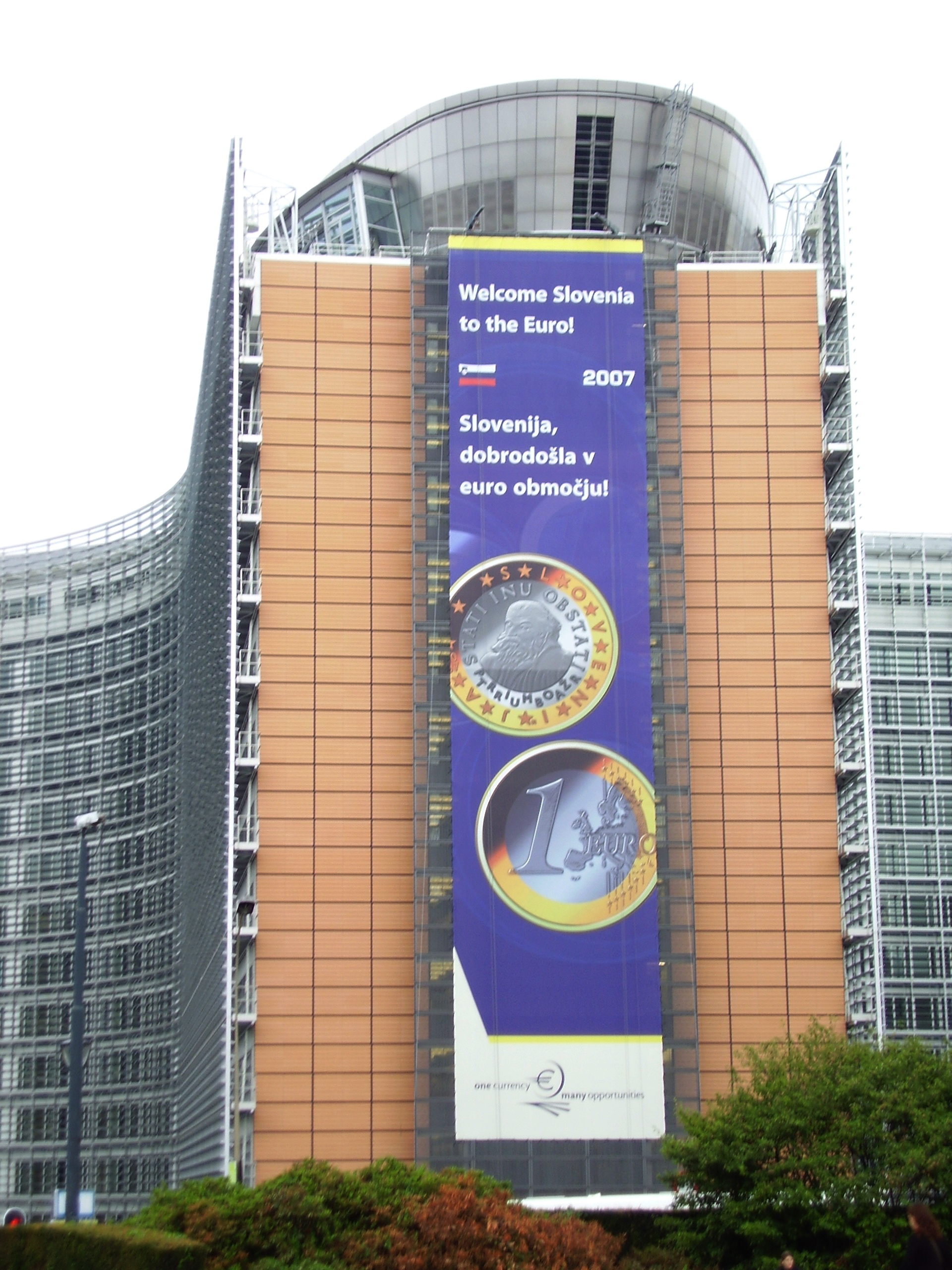
Плакат на честь вступу Словенії до єврозони на фасаді Європейської комісії.

Від 1 липня 2004 року Словенія є членом економічного та валютного союзу Європейського Союзу (ЄВС). Країна провела серйозні економічні та фінансові реформи, її економічний та політичний розвиток дозволяє їй швидко претендувати на приєднання до зони євро. У травні 2005 року Європейська комісія запропонувала, щоб Словенія стати членом єврозони менш ніж за два роки. Глави держав і урядів ЄС прийняли це рішення в червні 2006 року, а європейські міністри фінансів схвалили це рішення через місяць. Словенія вступила до єврозони 1 січня 2007 року.

### Кіпр
Кіпр є членом економічного та валютного союзу Європейського Союзу (ЄВС) з 2 травня 2005 року. 10 липня 2007 року Рада з економічних та валютних питань Європейського парламенту дає зелене світло введенню євро. Європейська комісія у своєму звіті про конвергенцію, складеному 27 лютого 2007 року, робить висновок, що Кіпр виконує умови для приєднання до єврозони, і рекомендує приєднати Кіпр до єврозони з 1 січня 2008 року, що і було зроблено.

### Мальта
Як і Кіпр, Мальта є членом економічного та валютного союзу Європейського Союзу (ЄВС) від 2 травня 2005 року. 10 липня 2007 року Рада з економічних і валютних питань Європейського Парламенту дало зелене світло введенню євро, це рішення ратифікула Рада ЄС. Мальта вступила до єврозони 1 січня 2008 року.

### Словаччина
Від 26 листопада 2005 року Словаччина є членом економічного та валютного союзу Європейського Союзу (ЄВС). 7 травня 2008 року Європейська Комісія, після поглибленої оцінки економічної та фінансової ситуації Словаччини, схвалила вступ країни до єврозони. Європейський парламент проголосував за цю ініціативу 17 червня 2008 року. Словаччина вступила до єврозони 1 січня 2009 року.

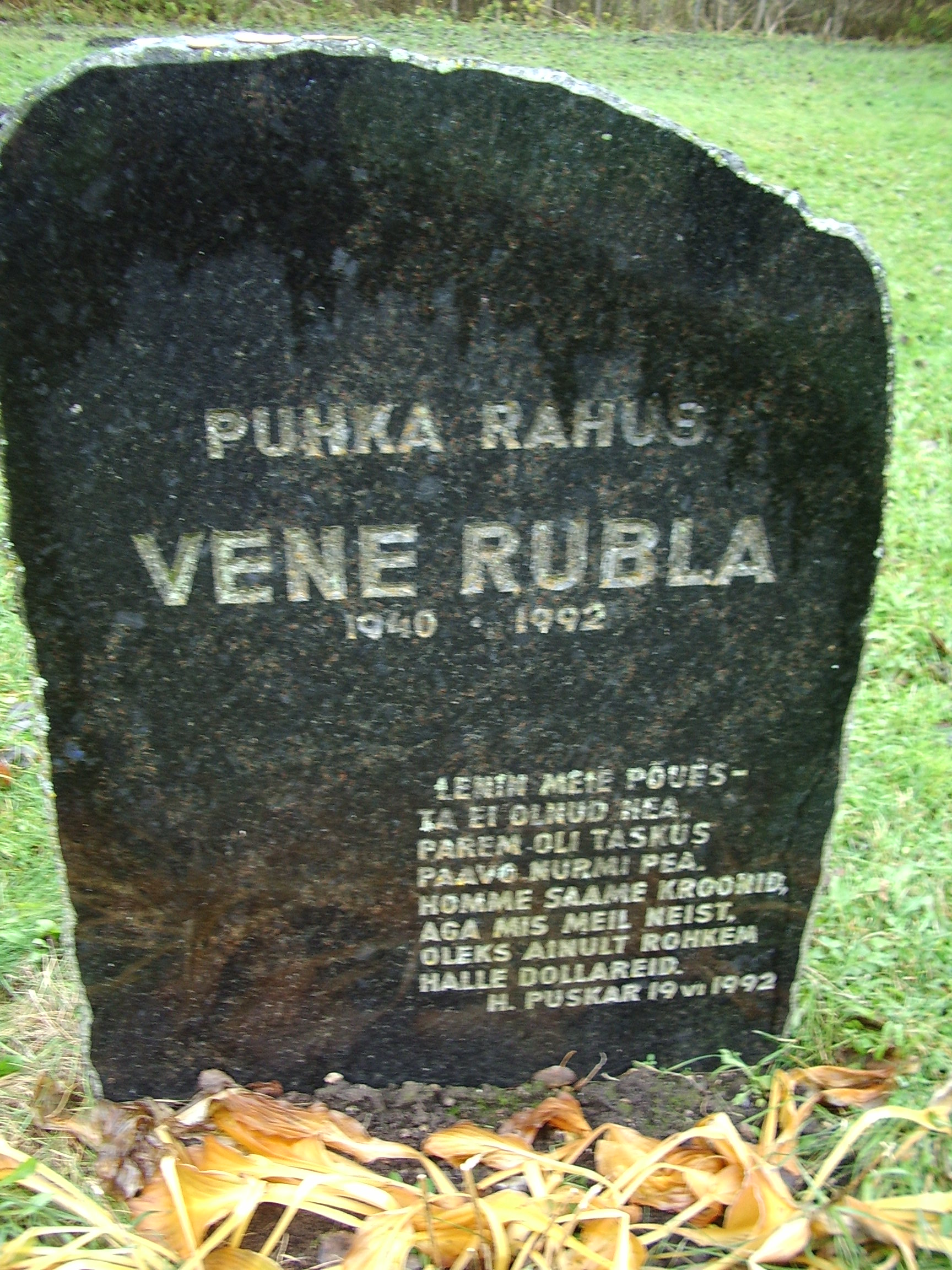
Пам'ятник російським рублям у муніципалітеті Мяр'ямаа
Фото: Ave Maria Mõistlik, травень 2007

### Естонія
Європейська комісія у своєму звіті про конвергенцію, опублікованому 12 травня 2010, зробила висновок, що Естонія виконує умови для приєднання до євро в результаті «надійні та цілеспрямовані зусилля, і рекомендує приєднання Естонії до єврозони з 1 січня 2011 року». Подвійний обіг крон і євро припиняється 14 січня 2011 року, що робить банкноти і монети євро єдиним законним платіжним засобом з 15 січня 2011 року.

### Латвія
Валюта Латвії, лат, брала участь в ERM II з 2 травня 2005 року. У травні 2012 року Латвія виконала 4 з 5 критеріїв. Спочатку Латвія планувала прийняти євро 1 січня 2008 року, але це кілька разів відкладалося, але після виборів президента Латвії Андріса Берзіньша в 2011 році ситуація змінилася. У січні 2013 року вона виконала їх усі, залишивши можливість інтеграції в січні 2014 року, зокрема, за умови, що процентні ставки не підвищаться. 5 червня 2013 року Європейська комісія опублікувала звіт про конвергенцію Латвії за 2013 рік і рекомендує інтеграцію країни в зону євро з 1 січня 2014 року, відповідно до латвійських прогнозів. 31 січня 2013 року Сейм Латвії ухвалив закон, що передбачав вступ до єврозони 1 січня 2014 року. Подвійний обіг латів і євро припинився 14 січня 2014 року, що зробило банкноти і монети євро єдиним законним платіжним засобом з 15 січня 2014 року. Банкноти і монети латів можна було обміняти в поштових відділеннях до 31 березня 2014 року і в банках до 30 червня 2014. Однак їх можна обміняти в Банку Латвії без обмеженого часу. Громадська думка розділилася щодо прийняття євро.

### Литва
Литовський лит брав участь у ERM II з 28 червня 2004 року. Спочатку Литва встановила 1 січня 2007 року як цільову дату приєднання до євро, а в березні 2006 року звернулася до Європейської комісії та Європейського центрального банку з проханням провести оцінку їхньої готовності прийняти валюту. Під час виборчої кампанії до парламенту Литви 2012 року соціал-демократи, як повідомлялося, воліли відкласти прийняття євро з попередньої мети 2014 року до 1 січня 2015 року. Згідно з даними Банку Литви, до жовтня 2013 року Литва відповідала 4 із 5 критеріїв. У квітні 2014 року комітет Європейського парламенту з економічних і валютних питань дав попередню згоду на приєднання Литви до єврозони 1 січня 2015 року, дійшовши висновку, що країна відповідає всім критеріям згідно з економічними даними за перші місяці 2014. Парламент Литви схвалив закон про перехід на євро в квітні 2014 року, а в своїх дворічних звітах, опублікованих 4 червня, Європейська комісія виявила, що країна задовольняє критерії конвергенції. Європейський центральний банк не зробив висновку, чи готова країна приєднатися до єврозони. 16 липня Європарламент проголосував за вступ Литви до єврозони. 23 липня Рада міністрів ЄС схвалила це рішення, розчистивши шлях Литві до прийняття євро 1 січня 2015 року.

### Хорватія
З 10 липня 2020 року валюта Хорватії, куна, є частиною ERM II, прив’язаною до євро за фіксованим курсом €1 = 7,53450 HRK. Раніше куна використовувала євро (а до цього одного з головних попередників євро, німецьку марку) як свій основний орієнтир з моменту свого створення в 1994 році; довготривала політика Хорватського народного банку полягала в тому, щоб підтримувати обмінний курс куни до євро у відносно стабільному діапазоні. Перед тим, як Хорватія стала членом ЄС 1 липня 2013 року, Борис Вуйчич, керуючий Національним банком Хорватії, заявив, що він хотів би, щоб куна була замінена євро якомога швидше після вступу. У 2013 році Європейський центральний банк очікував, що Хорватія буде схвалена для членства в ERM II не раніше 2016 року, що призведе до наступного прийняття євро не раніше 2019 року. У першій оцінці Хорватії за критеріями конвергенції в травні 2014 року країна задовольнила рівень інфляції і критерії відсоткової ставки, але не задовольняли критеріям державних фінансів і членства в ERM.
У квітні 2015 року президент Колінда Грабар-Кітарович заявила, що вона «впевнена, що Хорватія запровадить євро до 2020 року», хоча тодішній прем’єр-міністр Зоран Міланович згодом відмовився зобов’язати свій уряд дотримуватися таких термінів прийняття євро.
У листопаді 2017 року прем’єр-міністр Андрей Пленкович заявив, що прагне, щоб Хорватія приєдналася до ERM II до 2020 року та запровадила євро до 2023 року. 23 листопада 2019 року єврокомісар Валдіс Домбровскіс заявив, що Хорватія може приєднатися до ERM II у другій половині 2020 року. 10 липня 2020 року ЄЦБ фактично прийняв Хорватію до ERM II. Опитування громадської думки в липні 2021 року показало, що 60% хорватів підтримують прийняття євро.
У вересні 2021 року Європейська комісія та країни-члени єврозони підписали меморандум про взаєморозуміння з Хорватією, в якому викладено практичні кроки, які дозволять країні розпочати випуск євромонет, коли вона отримає дозвіл на приєднання до єврозони.
У листопаді 2021 року хорватська права та євроскептична партія Хорватські сувереністи не змогла зібрати необхідну кількість підписів, щоб провести референдум, щоб заблокувати заплановане запровадження євро.
У травні 2022 року Сабор схвалив закон про запровадження євро як офіційної валюти в Республіці Хорватія. Цей закон є основним актом, який визначає, що євро є офіційною валютою та законним платіжним засобом у Республіці Хорватія. Крім того, в ньому зазначено, як відбуватиметься перехід, основні зобов’язання фінансових установ, захист прав споживачів і адаптація роздрібної торгівлі до нової валюти. Закон набуває чинності першого дня після публікації в Офіційному вісник Європейського Союзу рішення Ради про перехід Хорватії на євро.
12 липня 2022 року Рада ЄС прийняла останні три правові акти, які були необхідні Хорватії для прийняття євро як законного платіжного засобу. Хорватія стала 20-м членом єврозони з 1 січня 2023 року.

## Подальше розширення єврозони
Усі члени, які приєдналися до союзу з 1995 року, відповідно до договору повинні прийняти євро, як тільки вони відповідатимуть критеріям; тільки Данія отримала право на неучасть у Маастрихтському договорі, коли було узгоджено євро. Для інших єдина валюта була умовою членства в ЄС.
| Не член єврозони | Валюта | Валюта | Дата приєднання до ЄС | Дата приєднання до ERM II | Центральний курс за €1 | Державна політика                 | Громадська думка | Критерії конвергенції                | Примітки                                                                                          |
| Не член єврозони | Назва  | Код    | Дата приєднання до ЄС | Дата приєднання до ERM II | Центральний курс за €1 | Державна політика                 | Громадська думка | Критерії конвергенції                | Примітки                                                                                          |
| ---------------- | ------ | ------ | --------------------- | ------------------------- | ---------------------- | --------------------------------- | ---------------- | ------------------------------------ | ------------------------------------------------------------------------------------------------- |
| Болгарія         | Лев    | BGN    | 2007-01-01            | 2020-07-10                | 1.95583                | Євро до 2024-01-01                | 44% за (2022)    | Не відповідає вимогам                |                                                                                                   |
| Чехія            | Крона  | CZK    | 2004-05-01            | Немає                     | Вільне плавання        | Не в порядку денному уряду        | 44% за (2022)    | Не відповідає вимогам                |                                                                                                   |
| Данія            | Крона  | DKK    | 1973-01-01            | 1999-01-01                | 7.46038                | Не в порядку денному уряду        | 29% за (2019)    | Незрозуміла сумісність законодавства | Данське право на неучасть від членства в єврозоні, відмовилась від членства через референдум      |
| Угорщина         | Форинт | HUF    | 2004-05-01            | Немає                     | Вільне плавання        | Не в порядку денному уряду        | 69% за (2022)    | Не відповідає вимогам                |                                                                                                   |
| Польща           | Злотий | PLN    | 2004-05-01            | Немає                     | Вільне плавання        | Не в порядку денному уряду        | 60% за (2022)    | Не відповідає вимогам                |                                                                                                   |
| Румунія          | Лей    | RON    | 2007-01-01            | Немає                     | Вільне плавання        | ERM-II до 2024 року, євро до 2029 | 77% за (2022)    | Не відповідає вимогам                |                                                                                                   |
| Швеція           | Крона  | SEK    | 1995-01-01            | Немає                     | Вільне плавання        | Не в порядку денному уряду        | 45% за (2022)    | Усі, крім ERM-II та законодавства    | Відмовлено в участі в референдумі (2003). Зобов’язана приєднатися, якщо критерії будуть виконані. |

### Болгарія
З 10 липня 2020 року лев є частиною ERM II, прив’язаний до євро за фіксованим курсом 1 євро = 1,95583 лева. До цього, з моменту запуску євро в 1999 році, він був прив’язаний до євро за тим самим курсом через суворо керовану валютну раду. У всіх трьох останніх щорічних звітах про оцінку Болгарії вдалося відповідати чотирьом із п’яти критеріїв економічної конвергенції для прийняття євро, не виконавши лише критеріїв, які вимагають, щоб валюта держави була стабільним членом ERM II протягом певного періоду на мінімум два роки. Колишній головний інспектор Болгарського народного банку Кольо Парамов, який обіймав посаду під час створення валютної ради держави, вважає, що незабаром прийняття євро «спричинить ряд позитивних економічних ефектів»: достатня пропозиція грошей (що призводить до збільшення кредитування, яке необхідне для покращення економічного зростання), позбавлення валютної ради, яка заважає національному банку функціонувати як кредитор останньої інстанції для порятунку банків у фінансових проблемах, і, нарешті, приватне та державне кредитування виграє від нижчих процентних ставок (принаймні вдвічі вище).
До 2015 року державна політика відкладала подачу заявки до вирішення європейської боргової кризи, але після обрання Бойко Борисова Болгарія почала прагнути до членства. У січні 2015 року міністр фінансів Владислав Горанов мав намір подати заяву в нинішній уряд. Він почав переговори з Єврогрупою та створив координаційну раду для підготовки до членства. За підсумками парламентських виборів 2017 року уряд Борисова було переобрано. Борисов заявив, що має намір подати заявку на приєднання до ERM II, але Горанов уточнив, що уряд намагатиметься приєднатися лише після того, як країни єврозони будуть готові схвалити заявку, і що він очікує отримати ясність щодо цього до кінця 2017 року. Під час головування в Раді Європейського Союзу в січні 2018 року прем’єр-міністр Бойко Борисов зазначив, що жодних роз’яснень не було надано, але оголосив, що збирається продовжувати розгляд заявок як на ERM II, так і на Шенген до липня. Наприкінці червня Болгарія надіслала листа Єврогрупі про своє бажання брати участь у ERM II і зобов’язалася укласти угоду про «тісну співпрацю» з Банківським союзом Європейського Союзу в липні.
У липні 2019 року уряди єврозони, а саме Болгарії, висунули деякі додаткові умови;
- Приєднання до Європейського банківського союзу одночасно з ERM (це означає, що банки Болгарії повинні спочатку пройти стрес-тести).
- Посилити нагляд за небанківським фінансовим сектором і повністю запровадити правила ЄС щодо боротьби з відмиванням грошей.
- Ретельно впровадити реформи з механізму співпраці та верифікації[en] (CVM).

Хоча згадуються реформи CVM і очікується прогрес у судовій реформі та організованій злочинності, вихід з CVM не є попередньою умовою.
Згідно з останньою заявою міністра фінансів Владислава Горанова станом на грудень 2019 року, Болгарія розраховує приєднатися до ERM II до липня 2020 року та прийняти євро не пізніше 1 січня 2023 року.
30 квітня 2020 року Болгарія офіційно подала заявку на приєднання до ERM II, що стало першим кроком до запровадження євро. 10 липня ЄЦБ прийняв Болгарію до ERM II.

### Чехія
Після вступу до ЄС у травні 2004 року Чехія мала намір замінити крону на євро в 2010 році, однак це було відкладено на невизначений термін. Європейська боргова криза ще більше знизила інтерес Чеської Республіки до приєднання до єврозони. Були заклики до референдуму перед прийняттям євро, коли колишній прем’єр-міністр Петр Нечас заявив, що умови суттєво змінилися після ратифікації договору про приєднання. Президент Мілош Земан також підтримує референдум, але все ще виступає за прийняття євро.
Прийняття євро було підтримано за прем’єр-міністра Богуслава Соботки, але підтримано рекомендацію Національного банку Чехії утриматися від встановлення цільової дати. Уряд погодився, що якщо він буде переобраний у 2017 році, то він погодить дорожню карту прийняття до 2020 року, однак вибори виграв Андрей Бабіш, який був проти прийняття євро в найближчій перспективі. Наступник Бабіша Петр Фіала та його уряд, сформований після парламентських виборів 2021 року, дотримувалися наміру своїх попередніх кабінетів не вводити євро, назвавши це «невигідним» для чехів.

### Данія
Данія прив’язала свою крону до євро на рівні 1 євро = 7,46038 DKK ± 2,25% через ERM II, оскільки він замінив оригінальний ERM 1 січня 1999 року. Під час переговорів щодо Маастрихтської угоди 1992 року Данія закріпила протокол, який давав їй право вирішити, чи приєднаються вони до євро і коли. Згодом Данія повідомила Раду Європейських Співтовариств про своє рішення відмовитися від євро. Це було зроблено у відповідь на те, що Маастрихтський договір був відхилений народом Данії на референдумі на початку того року. У результаті внесених змін Договір було ратифіковано на наступному референдумі, що відбувся в 1993 році. 28 вересня 2000 року в Данії відбувся референдум про євро, в результаті якого 53,2% проголосували проти пропозиції уряду приєднатися до євро.
З 2007 року уряд Данії обговорював проведення ще одного референдуму щодо прийняття євро. Однак через політичну та фінансову невизначеність через кризу європейського державного боргу це було відкладено. Опитування громадської думки, які загалом віддавали перевагу прийняттю євро з 2002 по 2010 рік, показали швидке зниження підтримки під час розпалу боргової кризи в ЄС, досягнувши мінімуму в травні 2012 року з 26% за до 67% проти, тоді як 7% сумнівалися.
Щодо установчих країн суверенної держави Королівства Данії, до якого входить власне Данія, то Фарерські острови наразі використовують фарерську крону, локалізовану версію данської крони, але юридично ту саму валюту. Зараз Гренландія використовує звичайні данські крони, але розглядає можливість запровадження власної валюти, ґренландської крони, за системою, подібною до фарерської. Обидва продовжують використовувати данські монети. Залишається незрозумілим, чи приймуть Ґренландія та Фарерські острови євро, якщо Данія вирішить це зробити. Обидва є частинами Королівства Данія, але залишаються поза ЄС. З цієї причини вони зазвичай не беруть участі в референдумах щодо ЄС.

### Угорщина
Після вступу до ЄС у 2004 році Угорщина почала планувати прийняти євро замість форинта. Однак високий дефіцит країни затримав це. Після виборів 2006 року прем'єр-міністр Ференц Дюрчань запровадив заходи жорсткої економії, зменшивши дефіцит до менш ніж 5% у 2007 році з 9,2%. У лютому 2011 року новообраний прем’єр-міністр Віктор Орбан із м’якої євроскептичної партії Фідес чітко дав зрозуміти, що він не очікує, що євро буде прийнято в Угорщині до 1 січня 2020 року. Орбан сказав, що країна ще не готова прийняти валюту та вони не обговорюватимуть цю можливість, доки державний борг не досягне порогу в 50%. Співвідношення державного боргу до ВВП становило 81,0%, коли Орбан поставив ціль 50% у 2011 році, і наразі прогнозується, що воно знизиться до 73,5% у 2016 році. У квітні 2013 року Віктор Орбан також додав, що ВВП Угорщини за паритетом купівельної спроможності на душу населення також має досягти 90% середнього показника по єврозоні. Невдовзі після того, як у квітні 2014 року Віктора Орбана було переобрано прем’єр-міністром на наступний чотирирічний термін, Центральний банк Угорщини оголосив про плани розповсюдження нової серії банкнот форинтів у 2018 році. У червні 2015 року сам Орбан заявив, що його Уряд більше не буде думати про заміну форинта на євро в 2020 році, як пропонувалося раніше, і натомість очікує, що форинт залишатиметься «стабільним і сильним протягом наступних кількох десятиліть».
У липні 2016 року міністр національної економіки Міхай Варґа припустив, що країна може прийняти євро до «кінця десятиліття», але лише якщо економічні тенденції продовжуватимуть покращуватися, а спільна валюта стане більш стабільною. У той час як Варґа відмовився від цього, заявивши, що конвергенція все ще потрібна, Шандор Чаньї (голова найбільшого банку країни та другий найвпливовіший чоловік в Угорщині) стверджував, що подальша інтеграція єврозони стане ймовірним каталізатором, оскільки Угорщина не хоче залишатися поза більш тісною інтеграцією. Аттіла Чікан, професор економіки в Університеті Корвіна та колишній міністр економіки Орбана, додав, що «Орбан водночас дуже прагматичний та імпульсивний, він може приймати рішення дуже швидко та іноді з несподіваних причин».

### Польща
Польський уряд у 2012 році під керівництвом прем’єр-міністра Дональда Туска виступав за прийняття євро, однак у нього не було необхідної більшості в Сеймі для внесення змін до конституції через опозицію партії «Право і справедливість». Подальша опозиція виникла через триваючу кризу суверенного боргу, і Національний банк Польщі рекомендував Польщі почекати, поки єврозона подолає кризу. Лідер партії «Право і справедливість» Ярослав Качинський у 2013 році заявив, що «не передбачаю жодного моменту, коли прийняття євро було б для нас вигідним», і закликав провести референдум щодо прийняття євро. Дональд Туск відповів, що він відкритий до референдуму в рамках пакету в парламенті для схвалення поправки до конституції. Проте польські вибори 2015 року виграли «Право і Справедливість», які не лише виступали проти будь-яких подальших кроків до членства, але чиї відносини з ЄС погіршилися через потенційне порушення цінностей ЄС Польщею. Група польських економістів припустила, що прийняття євро може бути способом згладити відносини в суперечці.
Опитування загалом показали, що поляки виступають проти негайного прийняття євро. Опитування Євробарометра в квітні 2015 року показало, що 44% поляків підтримують введення євро (зменшення на 1% порівняно з 2014 роком), тоді як 53% підтримують проти (без змін з 2014). Проте опитування, проведені компанією TNS Polska протягом 2012–2015 рр., незмінно демонструють підтримку остаточного прийняття євро,  хоча ця підтримка залежить від кінцевої дати. Згідно з останнім опитуванням TNS Polska від червня 2015 року, частка тих, хто підтримав усиновлення, становила 46% проти 41%. Коли запитали про відповідний час, прихильників розділили на три групи однакового розміру: 15% виступали за прийняття протягом наступних 5 років, ще 14% віддавали перевагу тому, щоб це відбулося через 6–10 років, і, нарешті, 17% стверджували, що це має статися більше ніж через 10 років.

### Румунія
Спочатку було заплановано, що євро буде прийнято Румунією замість лея до 2014 року. У квітні 2012 року звіт про конвергенцію Румунії, поданий відповідно до Пакту стабільності та зростання, вказав 1 січня 2015 року як цільову дату прийняття євро. У квітні 2013 року прем’єр-міністр Віктор Понта заявив, що «вступ до єврозони залишається фундаментальною метою для Румунії, але ми не можемо вступити погано підготовленими», і що 2020 рік є більш реалістичною ціллю. Керівник Центрального банку Румунії Мугур Ісереску визнав, що мета є амбітною, але її можна досягти, якщо політичні партії ухвалять юридичну дорожню карту для впровадження необхідних реформ, і пояснив, що ця дорожня карта повинна призвести до вступу Румунії в ERM II лише 1 січня 2017 року, тому євро може бути прийнято після двох років членства в ERM II 1 січня 2019 року.
Станом на квітень 2015 року уряд Румунії прийшов до висновку, що все ще на шляху до досягнення своєї мети щодо прийняття євро в 2019 році, як щодо забезпечення повної відповідності всім критеріям номінальної конвергенції, так і щодо забезпечення попереднього задовільного ступеня «реальної конвергенції». . Мета Румунії для «реального зближення» перед прийняттям євро полягає в тому, щоб її ВВП на душу населення (у стандартах купівельної спроможності) перевищував 60% від того самого середнього показника для всього Європейського Союзу, і згідно з останніми прогнозами, цей відносний показник тепер прогнозується, що ця цифра досягне 65% у 2018 році та 71% у 2020 році після того, як вона зросла тими ж темпами з 29% у 2002 році до 54% у 2014 році. Однак у вересні 2015 року голова центрального банку Румунії Мугур Ісареску заявив, що цільовий показник 2019 року вже не було реалістичним. Спочатку цільовою датою був 2022 рік, оскільки 28 серпня 2017 року Теодор Мелешкану, міністр закордонних справ Румунії, заявив, що, оскільки вони «відповідають усім формальним вимогам», Румунія «може приєднатися до валютного союзу навіть завтра». Однак він вважає, що Румунія "прийме євро через п'ять років". Однак у березні 2018 року члени правлячої Соціал-демократичної партії (PSD) проголосували на позачерговому з’їзді за те, щоб спочатку підтримати 2024 рік як цільовий рік прийняття євро як валюти Румунії. Але в лютому 2021 року країна мала увійти до єврозони [recte ERM II] замість цього в 2024 році, причому перехід на євро знову відкладено до 2027 або 2028 років, а потім знову до 2029 року в грудні 2021 року. Опитування Євробарометра у квітні 2022 року показало сильні результати підтримка євро в Румунії. Згідно з опитуванням, 65 відсотків відповіли ствердно на запитання «Чи вважаєте ви, що запровадження євро матиме позитивні чи негативні наслідки для Румунії? (33 відсотки відповіли ні). У тому ж опитуванні 77 відсотків відповіли так на запитання « Загалом, ви особисто більше за чи проти ідеї запровадження євро в Румунії? (22 відсотки відповіли ні).

### Швеція
Незважаючи на те, що Швеція зобов’язана зрештою замінити крону на євро, вона стверджує, що приєднання до ERM II, що є вимогою для прийняття євро, є добровільним, і вирішила не приєднуватися до схвалення громадськості на референдумі, таким чином навмисно уникаючи виконання вимоги до усиновлення. 14 вересня 2003 року на референдумі 56% шведів проголосували проти прийняття євро. Більшість головних партій Швеції вважають, що приєднання було б у національних інтересах, але всі вони зобов’язалися дотримуватися результатів референдуму. У грудні 2007 року колишній прем'єр-міністр Фредрік Райнфельдт заявив, що референдуму не буде, доки не буде стабільної підтримки в опитуваннях. Опитування загалом показали стабільну підтримку альтернативи «ні», за винятком деяких опитувань 2009 року, які показали підтримку «так». Починаючи з 2010 року опитування знову показали сильну підтримку «ні». Згідно з опитуванням Євробарометра у квітні 2015 року, 32% шведів виступають за введення євро (зростання на 9% порівняно з листопадом 2014 року), тоді як 66% виступають проти (зменшення на 7% порівняно з листопадом 2014 року).  Однак опитування Євробарометра у квітні 2022 року знову показало зростання підтримки євро в Швеції. Згідно з опитуванням, 49 відсотків відповіли «так» на запитання «Чи вважаєте ви, що введення євро матиме позитивні чи негативні наслідки для Швеції? (45 відсотків відповіли «ні»). У тому ж опитуванні 45 відсотків відповіли «так» на запитання " Загалом, ви особисто більше за чи проти ідеї запровадження євро у Швеції? (52 відсотки відповіли ні).

## За межами ЄС
Позиція ЄС полягає в тому, що жодній незалежній суверенній державі не дозволяється приєднатися до єврозони, не будучи попередньо повноправним членом Європейського Союзу (ЄС). Проте чотири незалежні суверенні європейські мікродержави, розташовані в межах держав єврозони, мають настільки малі розміри, через що вони навряд чи коли-небудь приєднаються до ЄС, що їм дозволили прийняти євро через підписання монетарних угод, які надали їм права карбувати місцеві монети євро без отримання місця в Європейському центральному банку. Крім того, деяким залежним територіям держав-членів ЄС також дозволено використовувати євро, не будучи частиною ЄС, за умови підписання угод, де держава єврозони гарантує попереднє прийняття правил, що застосовуються саме для єврозони.

### Поточні користувачі

#### Європейські мікродержави
| Держава    | Прийнято євро                                  | Примітки                      | Нас.   |
| ---------- | ---------------------------------------------- | ----------------------------- | ------ |
| Андорра    | 1 січня 2002 (де-факто) 1 квітня 2012 (де-юре) | Отримання права: 1 липня 2013 | 82 000 |
| Монако     | 1 січня 1999                                   | Отримання права: 1 січня 2002 | 32 671 |
| Сан-Марино | 1 січня 1999                                   | Отримання права: 1 січня 2002 | 29 615 |
| Ватикан    | 1 січня 1999                                   | Отримання права: 1 січня 2002 | 800    |

Європейські мікродержави Монако, Сан-Марино та Ватикан, які мали монетарну угоду з державою єврозони, коли було введено євро, отримали спеціальний дозвіл продовжувати ці угоди та випускати окремі монети євро, але вони не отримують будь-який внесок або статус спостерігача в економічних справах єврозони. Андорра, яка використовувала євро в односторонньому порядку з моменту появи валюти, домовилася про подібну угоду, яка надала їй право офіційно використовувати євро з 1 квітня 2012 року та випускати монети євро.

#### Косово та Чорногорія
| Держава    | Прийнято євро                        | Примітки                                         | Населення |
| ---------- | ------------------------------------ | ------------------------------------------------ | --------- |
| Косово     | 1 січня 2002(одностороннє прийняття) | Заявниця на членство в ЄС                        | 1 700 000 |
| Чорногорія | 1 січня 2002(одностороннє прийняття) | Кандидатка на членство в ЄС, яка веде перемовини | 684 736   |

Косово та Чорногорія в односторонньому порядку прийняли та використовують євро з моменту його запуску, оскільки раніше вони використовували німецьку марку, а не югославський динар. Це було пов’язано з політичними побоюваннями, що Сербія використає валюту для дестабілізації цих провінцій (Чорногорія тоді була в союзі з Сербією), тому вони отримали допомогу Заходу у прийнятті та використанні марки (хоча не було обмежень на використання динара або будь-яка інша валюта). Вони перейшли на євро після заміни марки, але не підписали монетарної угоди з ЄЦБ. Косово також досі використовує сербський динар, який замінив югославський динар, у районах, населених переважно сербською меншиною.

### Потенційне прийняття

#### Кандидатки на членство в ЄС
Держави, які приєднались чи в процесі приєднання до Європейського Союзу, а потім до Економічного та валютного союзу (ЕВС), беруть на себе зобов'язання прийняття євро як національної валюти згідно Мастрихтського договору, Лісабонської угоди та відповідно виконання умов монетарної, фіскальної і валютної конвергенції, а саме: стабільність цін, фіскальна стабільність, стабільність процентної ставки та курсу валют.

#### Королівство Нідерландів
| Територія            | ISO 3166-1 код | ISO 4217 код | Коментар |
| -------------------- | -------------- | ------------ | --- |
| Аруба                | AW             | AWG          | Аруба є частиною Королівства Нідерландів, але не є частиною ЄС. Острів використовує арубський флорин, який прив’язаний до долара США (1 долар = 1,79 флорина).                                                                |
| Кюрасао              | CW             | ANG          | Наразі використовується нідерландський антильський гульден і планується запровадити карибський гульден у 2025 році після того, як зміни кілька разів відкладалися. Обидва прив'язані до долара США (1 долар = 1,79 гульдена). |
| Сінт-Мартен          | SX             | ANG          | Наразі використовується нідерландський антильський гульден і планується запровадити карибський гульден у 2025 році після того, як зміни кілька разів відкладалися. Обидва прив'язані до долара США (1 долар = 1,79 гульдена). |
| Карибські Нідерланди | BQ             | USD          | Використовують долар США. |

#### Королівство Данія
Зараз данська крона використовується обома установчими країнами, Ґренландією та Фарерськими островами, їхня монетарна політика контролюється Національним банком Данії. Якщо власне Данія все-таки прийме євро, то в обох установчих країнах знадобляться окремі референдуми, щоб вирішити, чи слід їм наслідувати цей приклад.[джерело?] Обидві установчі країни проголосували за те, щоб не бути частиною ЄС у минулому, і їхнє населення не братиме участі в референдумі про євро в Данії. На Фарерських островах використовується спеціальна версія банкнот данської крони, надрукована з текстом фарерською мовою. Вона вважається іноземною валютою, але її можна обміняти 1:1 на данську валюту. 5 листопада 2009 року Льоктинґ схвалив пропозицію щодо вивчення можливості прийняття євро, включаючи оцінку правових та економічних наслідків прийняття євро перед власне Данією.

#### Заморські володіння Франції
Французький тихоокеанський франк зараз використовується як прив’язана до євро валюта трьома французькими заморськими спільнотами: Французька Полінезія, Волліс і Футуна та Нова Каледонія. Уряд Франції рекомендував усім трьом територіям ухвалити рішення на користь прийняття євро. Французька Полінезія заявила про приєднання до єврозони. Волліс і Футуна оголосили про нейтральну позицію, що вони підтримають вибір валюти, схожий на той, який обирає Нова Каледонія.
Однак Нова Каледонія ще не ухвалила рішення. Після референдуму про незалежність, який відбувся в листопаді 2018 року, їхня думка щодо переходу на євро залежала від результату. Результатом у 2018 році було залишитися з Францією, як було підтверджено пізніше на референдумах 2020 та 2021 років.
Якщо три спільноти вирішать прийняти євро, уряд Франції подасть заявку від їх імені до Європейської ради, і перехід на євро можна буде здійснити через кілька років. Якщо колективи не зможуть досягти одностайного рішення щодо майбутнього французького тихоокеанського франка , буде технічно можливо реалізувати індивідуальне рішення щодо валюти для кожної території.

#### Північний Кіпр
Північний Кіпр юридично є частиною ЄС, але європейське законодавство призупинено через те, що регіон перебуває під контролем Турецької Республіки Північного Кіпру, яку ЄС не визнає. Північ використовує турецьку ліру замість євро, хоча євро є в обігу разом з лірою та іншими валютами. Якщо кіпрський конфлікт буде вирішено таким чином, що призведе до створення єдиної кіпрської держави, а не до офіційного визнання статус-кво, євро стане валютою всього острова.
Через триваючу валютну кризу в Туреччині деякі економісти Північного Кіпру закликають регіон прийняти євро, щоб приборкати високу інфляцію та перейти на стабільну валюту.

### Минулі дебати

#### Ісландія
Під час ісландської фінансової кризи 2008–2011 років нестабільність крони призвела до дискусій в Ісландії про прийняття євро. Однак Юрген Старк, член виконавчої ради Європейського центрального банку, заявив, що «Ісландія не зможе прийняти валюту ЄС, не ставши спочатку членом ЄС». Згодом Ісландія подала заявку на членство в ЄС. Згідно зі звітом ЄЦБ про конвергенцію за травень 2012 року, Ісландія не відповідала жодному з критеріїв конвергенції. Через рік країна досягла відповідності критеріям дефіциту та почала зменшувати відношення боргу до ВВП, але все ще страждала від високої інфляції за HICP та довгострокових державних процентних ставок.[джерело?] 13 вересня 2013 р. новообраний уряд розпустив групу з переговорів про вступ і, таким чином, призупинив заявку Ісландії на вступ до Європейського Союзу до проведення референдуму про те, чи слід відновлювати переговори про вступ; якщо переговори відновляться, після їх завершення громадськість матиме можливість на другому референдумі проголосувати за те, «чи приєднається Ісландія до ЄС на обговорених умовах».

#### Сполучене Королівство
До виходу з ЄС потенційне запровадження євро було частиною публічного дискурсу в Сполученому Королівстві. Зрештою, держава не прагнула прийняти валюту, і після виходу з ЄС ця тема більше не є частиною публічного дискурсу.
Хоча євро не є офіційною валютою Ґібралтару, більшість роздрібних торгових точок приймають євро.